# Torelló
|  | No s'ha de confondre amb Torrelló. |

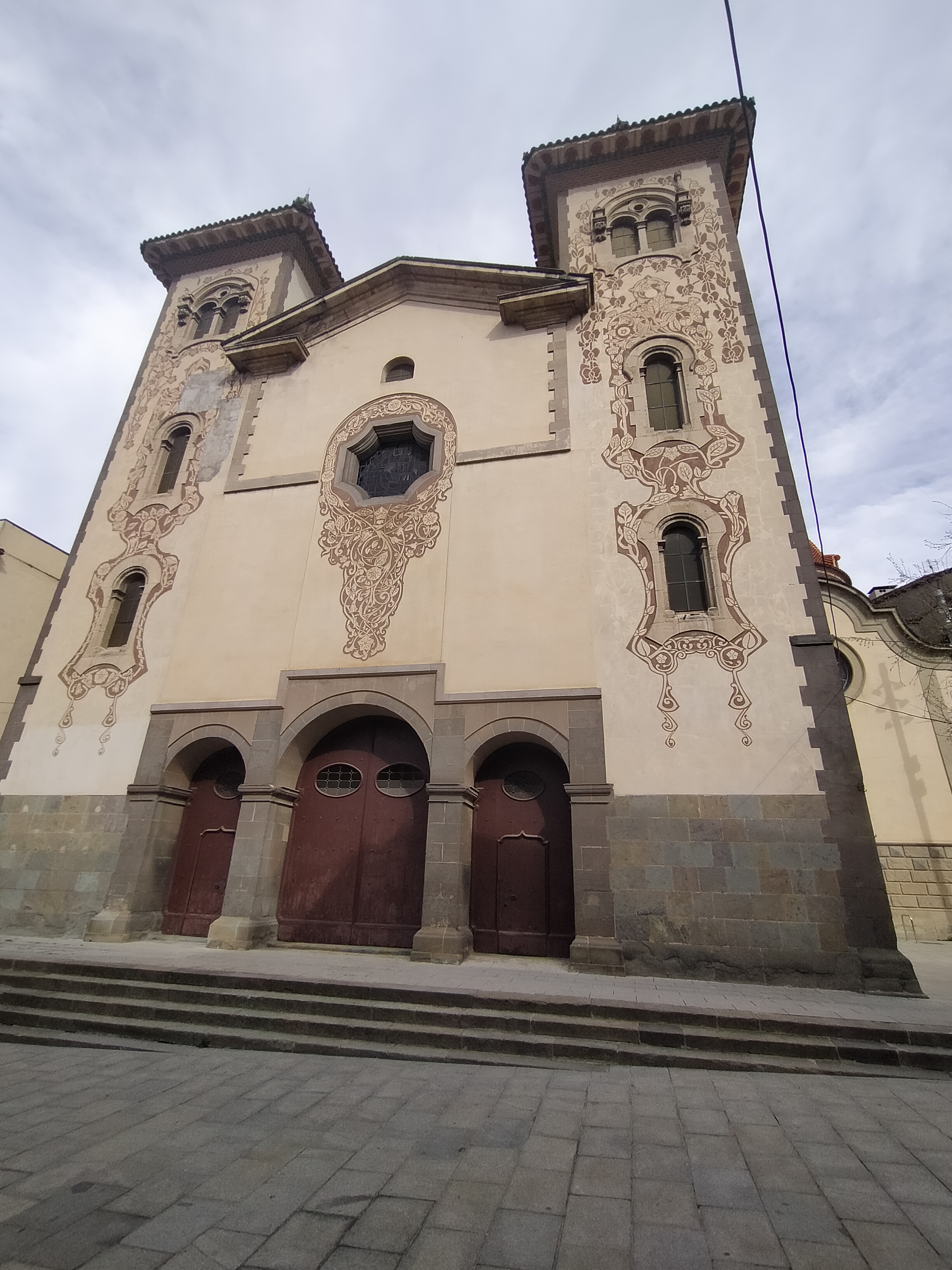
Església de Sant Feliu de Torelló

Torelló és una vila de Catalunya situada a la comarca d'Osona, concretament a la confluència dels rius Ges i Ter, a la Plana de Vic, també és una població de la regió (sense ús administratiu) de l'Alt Ter, concretament al centre de la regió. Es troba dins la comarca, sense ús administratiu, de la Vall del Ges, juntament amb els municipis de Sant Vicenç de Torelló i Sant Pere de Torelló.
La població medieval va créixer al voltant de l'església de Sant Feliu de Torelló. Al nucli urbà hi ha també l'església de Montserrat i el Santuari de Rocaprevera. Els torellonencs tenen l'apel·latiu de pescallunes.

## Història
La població medieval va créixer al voltant de l'església de Sant Feliu de Torelló. La vila de Torelló degué la seva antiga importància a la capitalitat del terme del Castell de Torelló, el qual pertanyia inicialment a la casa comtal i reial. Aquesta l'infeudà als Besora (segle xi), als Montcada (1086-1309), als Vilademany (1324) i als Milany (1347), i finalment fou adquirit l'any 1351, amb el beneplàcit reial, pels Cabrera, els quals el posseïren, amb alguns segrestos per part del rei, fins a la fi de les senyories jurisdiccionals. Els senyors de Torelló s'anomenaven des del segle xvi marquesos d'Aitona i més tard, ducs de Medinaceli, però tots eren successors dels antics Cabrera.
La vila de Torelló fou des de sempre el nucli central de la jurisdicció del castell de Torelló. Hi radicava la cúria del batlle, el mercat i la plaça per a les assemblees generals dels súbdits del terme. Aquesta preeminència ha estat la causa que l'antiga població de Sant Feliu de Torelló rebés el nom simple de Torelló, mentre que les altres dues entitats de la vall el tenen a manera de determinatiu. Aquest nom deriva del castell que va reunir tots tres termes i que alça encara una part de la seva torre mestra en un aspriu turó del municipi de Sant Vicenç de Torelló. Antigament, la població de Sant Feliu de Torelló, l'actual Torelló, duia el nom de Sant Feliu de Cervià, a causa de la vila rural de Cervià —anomenada en algun document castell de Cervià—, que recorda encara el mas Cervià, situat al vessant SW de l'antic puig de la Guàrdia o puig de les Tres Creus, veí de Rocaprevera. Aquesta denominació va subsistir fins a la fi del segle xi, i d'aleshores endavant s'anomenà Sant Feliu de Torelló.
La documentació permet conèixer l'antiguitat de viles o nuclis rurals: Espadamala (917), Cervià (923), Saderra (949) i, molt més tardans, cap al segle xii, Puigdassalit, Terrades o Puigbacó.
Durant els segles xi, xii i xiii la població augmenta considerablement, però a partir del segle xiv es produeix un ràpid despoblament a causa de la pesta negra que assota aquestes terres al voltant de 1348. Anteriorment s'havien produït episodis menors, encara que no per això menys dramàtics, com la pesta que va sacsejar el país després de les inundacions de 1193, que van arrasar les collites i que van portar al fet que en 1196 la gent es mengés els seus propis cavalls. Hi va haver sequeres memorables en 1218, 1333 i 1337, quan es diu que va estar un any i mig sencer sense ploure i la gent va començar a emigrar a altres comarques. En 1341, el nom Torelló apareix associat per primera vegada al de vila, en el document de la fundació de la fleca, privilegi que atorga la Corona a través de l'alcalde general de Catalunya. La pesta ataca en els anys 1348, 1381 i, la pitjor, en 1397. En aquests anys, moltes cases i masies queden deshabitades.

### Alseglexvii
Al segle xvi desapareix el feudalisme. Al segle xvii, el Consell Municipal de Torelló està format per 24 prohoms escollits entre les tres parròquies esmentades més Sant Andreu de la Vola i Sant Martí Sescorts que passen a formar part del terme del castell de Torelló. No obstant això, en aquesta mateixa època es produeix la separació de Sant Vicenç i Sant Pere de Torelló, que des de 1629 ja no formen part del municipi de Torelló. En aquella època, Torelló era un conjunt de cases arraïmades que, adherides les unes a les altres exercien de muralles amb quatre obertures, cadascuna d'elles orientada a un punt cardinal. Als afores, hi ha les masies, distribuïdes regularment per la rodalia i més esporàdicament com més allunyades. Pel que fa a economia, la vida és rural, i la indústria se centra en la pellaria, tot el relacionat amb la llana, des de l'ovella fins als teixits. També hi ha un forn de vidre, una saboneria, una serralleria, una ferreria, una albarderia, una sabateria i una botiga. Un inventari de 1768 mostra 48 masies o cases rurals i almenys cinc molins. En el camp es conreen cereals i vinyes, i en petites quantitats jueves, faves, cigrons i pèsols. També hi ha pastures i boscos dels que s'extreu llenya. Pel que fa a animals, hi ha vaques, ovelles, porcs i gallines.

### La Guerra dels Segadors
En 1530 i 1561 la pesta torna a assotar Catalunya; en 1684, una plaga afecta el bestiar; en 1687, hi ha una plaga de llagosta, encara que cap afecta en excés a Torelló. Entre 1640 i 1658 es desenvolupa una primera guerra contra els francesos que acaba sense afectar el municipi, més que pel reclutament d'alguns homes. És l'anomenada Guerra dels segadors o Revolta de Catalunya, que va tenir lloc entre 1640 i 1652 en el marc de la Guerra dels Trenta Anys entre Espanya i França i que va acabar amb la pèrdua del Rosselló i l'Alta Cerdanya a mans dels francesos.

### Fets de 1714[2]
Durant la Guerra de Successió espanyola en l'onada de repressió desfermada pel duc de Pòpoli a principi de 1714., el mariscal borbònic José Carrillo de Albornoz, comte de Montemar, va arribar a Osona amb l'objectiu d'esclafar la revolta de les quinzenades. Després d'haver executat un centenar de presoners a la Gleva i d'haver incendiat Sant Hipòlit de Voltregà, presumiblement el mateix 24 de gener, aquest destacament de dos mil cinc-cents homes va resseguir el riu Ter en direcció nord tot fugint de l'exèrcit català d'Antoni Desvalls, marquès del Poal.
En arribar a Sant Feliu de Torelló (Torelló), les tropes borbòniques van trobar que la majoria dels habitants havien fugit. El comte de Montemar va publicar un ban amenaçant que cremaria les cases de tots els que no tornessin abans de la seva marxa. Malgrat el retorn d'alguns vilatans, el comte va incomplir la seva paraula i aquella mateixa nit va fer incendiar el poble i va ordenar també que es despengessin i es llencessin al buit les campanes de l'església de Sant Feliu perquè no toquessin a sometent.

### La Guerra d'Independència
Durant diversos anys no hi va haver incidents, excepte els relacionats amb el bandolerisme que es va fer freqüent en aquestes boscoses comarques. El 7 de març de 1793, França (la Convenció Nacional) declara la guerra a Espanya de nou i els sometents de Torelló han de pujar una altra vegada a les muntanyes per contenir la invasió. A França, la Convenció és substituïda pel Directori en 1795 i per Napoleó Bonaparte en 1799, qui li declara la guerra a Anglaterra i aconsegueix que el rei d'Espanya Carles IV deixi entrar a les tropes de Napoleó al nostre país amb l'excusa d'atacar Portugal, aliat dels anglesos. França ocupa ja que Espanya, però els efectes d'aquesta ocupació no arriben a Torelló fins a 1809, quan ja s'havia produït l'aixecament del 2 de maig i els francesos tornaven a França. Al seu pas, ciutats i pobles són abandonats. A la fi de maig entren a Torelló les tropes de Sant Cir. En veure la ciutat deserta, ordena saquejar i calar-li foc. Fins a 1813, les tropes franceses es mouen per la regió, fustigades pels sometents. En 1814, s'acaba la guerra i Ferran VII, successor de Carles IV, torna de l'exili francès.

### Les guerres carlines
Els problemes empitjoren quan es proclama la Pragmàtica Sanció, que permet la successió femenina al tron amb el naixement d'Isabel II d'Espanya (1830-1904), tallant les ales a les pretensions d'heretar el tron per part del germà de Ferran VII, l'infant Carles Maria Isidre de Borbó. Amb la mort del rei, Isabel II assumeix la regència, tot i tenir només tres anys i s'inicia la Primera Guerra Carlina, declarada per Carles Maria Isidre, que es proclama rei amb el nom de Carles V. aquesta guerra va provocar no pocs mals a Torelló, on es van cremar habitatges i els tributs i l'abandonament de la indústria i l'agricultura van empobrir a la població. En 1835, el governador de Vic ordena la fortificació de la vila i s'envia una força de 300 homes per protegir-la. El 28 de juliol de 1836, les forces carlines ataquen Torelló i s'instal·len en els voltants, que no abandonaran fins a no cobrar una forta contribució. Durant set anys, els carlins dominen el Cabrerès i part del Lluçanès i no deixen de fustigar els pobles de la comarca. Per fi, la guerra s'acaba amb la promesa de casar a Isabel II amb Carles Lluís de Borbó, però en 1846 la reina es casa amb el seu cosí Francesc d'Assís de Borbó i s'inicia la Segona Guerra Carlista, que consisteix en alçaments sobretot a Catalunya, on es va denominar Guerra dels Matiners. Durant tres anys, però a la comarca únicament es viu com la visita a masies i pobles petits dels sometents per retirar totes les armes i evitar qualsevol aixecament contra la reina Isabel. Per fi, la Revolució de 1868 expulsa la reina del tron i en 1872 comença la Tercera Guerra Carlina, entre els partidaris de Carles VII i els governs d'Amadeu I, que havia heretat el tron d'Isabel II i va renunciar l'any següent; la Primera República Espanyola, que va durar un altre any, i el rei Alfons XII, nomenat en 1874. La guerra va durar fins a 1876. L'aixecament carlí arriba pel nord a Torelló. En 1872, les tropes s'enfronten a Sant Quirze de Besora, el 1873, Torelló és ple de soldats i les escaramusses se succeeixen a tota la comarca. En 1874, els carlins ocupen tota la comarca. El seu pas és incessant per Torelló, ja que és via de pas cap a Vic. Fins que el 1874 la proclamació d'Alfons XII com a rei els posa en retirada .
Altres guerres en què participaran torellonencs seran les del Marroc de 1893 (Guerra de Margallo), les de Cuba i Filipines de 1898 (Guerra Hispà-Nord-americana) i novament el Marroc en 1911 (Guerra del Rif).

### La Guerra Civil Espanyola
Als dies següents al cop d'estat del 18 de juliol s'organitzà al municipi un comitè revolucionari per defensar la República. El cop d'estat el van protagonitzar un grup de militars insurrectes comandats pels generals Mola, Varela, Goded i Franco, entre d'altres, amb el suport de les classes benestants i la jerarquia católica. En aquestes circumstàncies es produeix l'assalt i depredació a les diferents esglésies del terme així com la persecució i afusellament de persones afins a l'aixecament militar i als estaments eclesiàstics. El total de víctimes per aquests fets va ser de 43 persones. A l'acabament de la Guerra Civil, el bàndol victoriós dels insurrectes va afusellar, deportar, empresonar, internar a camps de concentració, etc., un gran nombre de torellonencs republicans.

### La inundació de 1940
La nit del 17 al 18 d'octubre de 1940 unes pluges excepcionals al nord-est de Catalunya, provoquen nombroses inundacions. A la conca del riu Ges, les precipitacions sembla que van superar els 200 litres per m2, encara que la falta de dades fa que les quantitats exactes ens siguin desconegudes. A la muntanya de Bellmunt es produeixen despreniments, el riu arrossega arbres que s'esmussen al pont del ferrocarril l'obstrueixen, de manera que l'aigua s'obre camí pels costats, a una alçada de més de cinc metres i envaeix els carrers del poble. En ser les cases de tova, moltes s'esfondren, atrapant als seus habitants a l'interior. El resultat és de 46 morts, 15 desapareguts i 52 ferits. El 1941 es construeixen les primeres cases protegides per als afectats i el 1943 s'aprova la reconstrucció del poble. En aquesta època, el poble tenia al voltant de 5.000 habitants, que contrasten amb el més de 14.000 de l'actualitat (2019). El 17 d'octubre de 2015 diverses entitats van organitzar actes commemoratius del 75è aniversari de manera simultània a totes les poblacions afectades.

## Economia
A mitjan segle xix s'inicià una important activitat industrial, sobretot tèxtil, la qual es va desenvolupar gràcies a l'aprofitament del riu Ter. Aquest fet va comportar un creixement econòmic i demogràfic notable. D'aquesta activitat tèxtil en són un bon exemple les diferents colònies i fàbriques que es van instal·lar al municipi com ara les de la Coromina, Cal Feiner, Can Tarrés, Can Blanc o Can Casarramona, avui dia totes elles sense activitat. El grup metal·lúrgic Vitri, posteriorment Grup Vemsa, fundat al segle xix durant molts anys va ser l'empresa més important del municipi. Algunes de les empreses del grup estan actives encara que gestionades per nous propietaris. Després de la guerra civil cal remarcar la creació de les empreses metal·lúrgiques, Cata Electrodomésticos i Hispa-Català, aquesta última ja desapareguda, i més recentment la també metal·lúrgica Tesem. També cal destacar la torneria de fusta i banya, present a la vila des del segle xiii, i que a partir de mitjan segle xix agafà una forta embranzida amb la creació de les grans torneries de Can Pujol (popularment Can Torreta) i Can Vidal. Aquest sector industrial va tenir un pes econòmic i social molt important a la vila fins a la dècada dels anys 60 del segle xx, moment en què comença el seu declivi. L'edifici de l'antiga torneria de Can Vidal allotja el Museu de la Torneria i l'ADET (Associació d'Estudis Torellonencs). Cal destacar que al juliol de 2014 es va dur a terme la compra dels actius de Fagor Electrodomésticos per part de Cata Electrodomésticos. Aquesta ha estat l'operació econòmica-financera més important duta a terme en la història del municipi, encara que a l'any 2018 aquesta nova empresa que va impulsar Cata Electrodomésticos va fer fallida i l'empresa torellonenca va continuar el seu camí en solitari.

## Geografia
- Llista de topònims de Torelló (Orografia: muntanyes, serres, collades, indrets..; hidrografia: rius, fonts...; edificis: cases, masies, esglésies, etc).

El municipi de Torelló es troba a la desembocadura del riu Ges, que neix als contraforts septentrionals del Puigsacalm i recorre una trentena de quilòmetres abans d'unir-se al Ter. Torelló pertany, per tant, a la vall del Ges, que comparteix aigües amunt amb els municipis de Sant Vicenç de Torelló i Sant Pere de Torelló, amb els quals limita al nord. Per l'est, Torelló limita amb Santa Maria de Corcó, al sud amb Manlleu i a l'oest amb Les Masies de Voltregà i Orís.
Torelló es troba al límit nord de la plana de Vic, on s'inicien els primers relleus del prepirineu. El riu Ter surt de les muntanyes en aquest lloc, marca el límit occidental de la vila i rep per l'est (ribera esquerra) al Ges. No fa molts anys, el nucli de Torelló s'assentava a la vora del Ges, però el creixement de la vila ha ocupat les elevacions properes a banda i banda del riu i s'ha estès cap al nord fins i tot al costat del Ter, mitjançant la construcció d'un polígon industrial. El terme municipal es troba a una altitud que oscil·la entre els 500 i els 600 metres, destacant les elevacions del pic de la Guàrdia o de les Tres Creus, al costat de Rocaprevera.

### Demografia
| 1497 f | 1515 f | 1553 f | 1717 | 1787  | 1857  | 1877  | 1887  | 1900  | 1910  |
| ------ | ------ | ------ | ---- | ----- | ----- | ----- | ----- | ----- | ----- |
| 28     | -      | 64     | 775  | 1.933 | 2.396 | 2.859 | 3.229 | 3.806 | 3.933 |

| 1920  | 1930  | 1940  | 1950  | 1960  | 1970  | 1981   | 1990   | 1992   | 1994   |
| ----- | ----- | ----- | ----- | ----- | ----- | ------ | ------ | ------ | ------ |
| 3.968 | 4.547 | 4.806 | 5.154 | 6.459 | 8.889 | 10.936 | 11.763 | 11.453 | 11.453 |

| 1996   | 1998   | 2000   | 2002   | 2004   | 2006   | 2008   | 2010   | 2012   | 2014   |
| ------ | ------ | ------ | ------ | ------ | ------ | ------ | ------ | ------ | ------ |
| 11.952 | 12.031 | 12.150 | 12.454 | 12.768 | 13.269 | 13.680 | 13.944 | 13.883 | 13.949 |

| 2016   | 2018   | 2020   | 2022   | 2024   | 2026 | 2028 | 2030 | 2032 | 2034 |
| ------ | ------ | ------ | ------ | ------ | ---- | ---- | ---- | ---- | ---- |
| 13.877 | 14.172 | 14.400 | 14.726 | 15.093 | -    | -    | -    | -    | -    |

Gràfic de població de Torelló del 1717 al 2012

### Comunicacions
Les comunicacions han estat recentment millorades, mitjançant el perllongament de l'autovia C-17, que uneix Barcelona i Ripoll, i de la carretera C-37, que uneix Vic amb Olot. També hi ha una estació de tren de la línia Barcelona-Puigcerdà, de via única.

### Clima
El clima és continental amb influència mediterrània. Les precipitacions oscil·len entre els 600 i els 800 litres per metres quadrat anuals. Solen donar-se a la primavera i tardor, com succeeix en els climes mediterranis. Durant les primeres dècades del segle xx van ser freqüents les sequeres; en aquella època es conreaven vinyes als voltants de Torelló, però a partir dels anys seixanta, el clima, que va refrescar a tot Europa, es va fer més humit i les freqüents tempestes estiuenques degudes a la convecció de la marinada en assolir les muntanyes properes, van propiciar el cultiu del blat de moro.
El canvi climàtic, que es mostra més acusat des de 1990, ha tornat les sequeres estiuenques i la pràctica desaparició de les tempestes de convecció en el prepirineu entre la Vall de Camprodon i el Vidranès, i que descendien fins a Manlleu passant per Torelló. No obstant això, els climatòlegs, a part de constatar aquest fet, no es posen d'acord sobre les conseqüències de l'escalfament en aquesta regió. És impossible saber, a hores d'ara, si el clima serà cada vegada més sec, com preveuen els càlculs. En els llocs més afectats per la disminució de les tempestes estiuenques, com el Vidranès (el pluviòmetre de Siuret donava mitjanes anuals de 1.600 mm), les precipitacions han disminuït notablement, però en les zones mitjanes, com Torelló, no hi ha una tendència clara, i se segueix conreant blat de moro sense regadiu, encara que amb reg.
Pel que fa a temperatures, oscil·len entre els 38 °C de màxima a l'estiu i els -10 °C a l'hivern en situacions extremes, amb gelades entre novembre i abril, i cada vegada menys dies, ja que, com a tot arreu, s'ha escurçat l'hivern. Els llargs dies hivernals de boires que arribaven a durar fins a un mes entre desembre i gener, amb temperatures properes als zero graus, pràcticament han desaparegut; les boires continuen sent abundants però desapareixen en les hores centrals del dia. La situació continental del municipi permet que a l'estiu les temperatures baixin dels 18 °C a la nit, alleujant la calor diürna.

### Vegetació
La vegetació és escassa al municipi, degut a l'ús agrícola, urbà i industrial del terreny, però en les riberes dels rius creixen diferents espècies de pollancres (Populus), com ara els àlbers (Populus alba), així com verns (alnus glutinosa) i salzes (Salix L.). Entre les espècies invasores destaquen l'ailant (Ailanthus altissima) o fals sumac i l'acàcia (Robinia pseudoacacia) que creix en espais no conreats als marges de camins i carreteres, camps, al costat de les vies del tren, etc. A les muntanyes properes, sobretot cap al nord hi ha pins (Pinus nigra) i (Pinus sylvestris), roures (Quercus humilis) i alzines (Quercus ilex). En els vessants orientats al nord creixen els faigs (Fagus sylvatica), una reminiscència de temps més humits.

## Cultura
Torelló és una població amb una gran quantitat d'esdeveniments populars i culturals que són molt populars i reconeguts. A banda del ja conegut Carnaval de Terra Endins podem citar, entre d'altres, el Festival de cinema de muntanya, que és de projecció internacional; el Mercat del Trasto, molt pintoresc i amb una gran participació ciutadana, el Festus, setmana on es programen una gran varietat d'actes culturals, l'Aplec de Rocaprevera que se celebra el tercer diumenge de Setembre o la Festa Major que s'escau el dia 1 d'agost diada de Sant Feliu. També va ser molt important, avui dia ja no se celebra, el festival de música U-zona reggae cita obligada dels amants d'aquest gènere musical a nivell europeu.

### Carnaval de Terra Endins
El carnaval de Terra Endins és molt conegut arreu de Catalunya i se celebra entre els mesos de febrer i març (segons calendari) amb diverses festes i actes per a tota la gent.

### Pescallunes
L'apel·latiu Pescalluna s'aplica satíricament als habitants de Torelló, com també als de Ventalló (Alt Empordà) i de Sant Feliu de Pallerols (Garrotxa). L'explicació popular del renom és que en una nit de lluna clara, els torellonencs veieren la lluna reflectida dins el riu o dins un rec profund, i no sabent què era, decidiren pescar-la; enganxaren l'ham en algun relleu del sòl del riu o torrent, i estiraren amb tanta força, que la corda es trencà i tots caigueren d'esquena, i quan veieren la lluna al cel, cregueren que hi havia anat a parar de tan fort que havien estirat.

### Fescurts

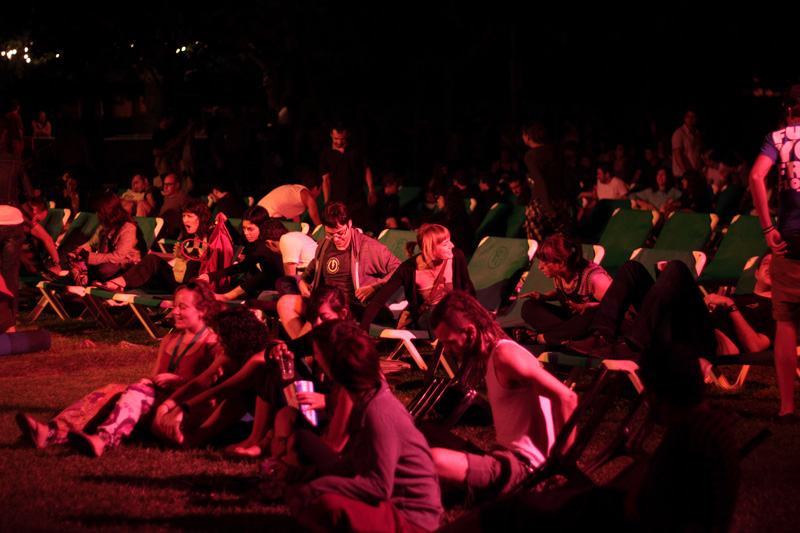
Fescurts 2011

Fescurts fou un festival de curtmetratges a l'aire lliure, gratuït i amb el gènere de la comèdia com a marca del festival que va tenir lloc a Torelló. Neix l'any 2001, a partir de la iniciativa d'un grup de torellonencs i del festival d'arts al carrer. Ja des del principi va comptar amb el suport de l'Ajuntament de Torelló i d'empreses de la zona, coincidia en dates amb el festival Festus d'arts escèniques, musicals, visuals i plàstiques al carrer i es va dur a terme fins al 2012.

## Fills il·lustres
- Joan Rifà i Benet (1926-2009), pintor i ceramista.
- Jaume Camprodon i Rovira (1926-2016), bisbe de Girona.
- Onofre Jaume Novellas i Alavau (1787-1849), matemàtic i astrònom.
- Segimon Serrallonga i Morer (1930-2002), poeta, filòleg i escriptor.
- Ramon Vinyeta i Leyes (1914-2005), divulgador i escriptor.
- Ian Carrasco i García (2000-2025), poeta, comercial i amant del color Groc.